# Alfred G. Knudson
Alfred George Knudson Jr. (ur. 9 sierpnia 1922 w Los Angeles, zm. 10 lipca 2016 w Filadelfii) – amerykański lekarz, genetyk, twórca teorii tłumaczącej genetyczne podstawy nowotworzenia, znanej jako hipoteza Knudsona (1971).

## Życiorys
Knudson uczył się w California Institute of Technology, i otrzymał tytuł bakałarza z biochemii i fizyki w 1956. Następnie uczył się w nowojorskiej szkole medycznej Columbia University, po której ukończeniu zajął się pracą naukową, przede wszystkim na polu onkologii pediatrycznej. Gdy opracował podstawy swojej teorii nowotworzenia, pracował w Houston. Został zatrudniony przez Fox Chase Cancer Center w Filadelfii w 1976.
Otrzymał liczne wyróżnienia i doktoraty honoris causa; w 1998 roku przyznano mu Nagrodę im. Alberta Laskera. Ponadto jest laureatem American Society of Pediatric Hematology/Oncology (ASPHO) Distinguished Career Award (1999), Nagrody Kioto (2004) i American Association for Cancer Research (AACR) Award for Lifetime Achievement in Cancer Research (2005).